# 24,25-Dihydroxycholécalciférol
Le 24,25-dihydroxycholécalciférol, également appelé 24,25-dihydroxyvitamine D3 et (24 R )-hydroxycalcidiol (en abrégé 24(R),25-(OH) 2 D3), est un composé étroitement liée à la 1,25-dihydroxyvitamine D3, la forme active de la vitamine D3. Comme la vitamine D3 elle-même et le calcifediol (25-hydroxyvitamine D3), elle est inactive en tant qu'hormone à la fois in vitro et in vivo. Il a été identifié pour la première fois en 1972 dans le laboratoire de Hector DeLuca et Michael F. Holick.

## Formation et signification
La 24,25-dihydroxyvitamine D3 est formée à partir de la 25-hydroxyvitamine D3 par l'action du CYP24A1 (25-hydroxyvitamine D3-24-hydroxylase). Le CYP24A1 semble être « une enzyme multicatalytique catalysant la plupart, sinon la totalité, des réactions dans la voie C-24/C-23 du métabolisme du 25-OH-D3 ».
Il a été proposé que la 24,25-dihydroxyvitamine D3 soit un métabolite de la 25-hydroxyvitamine D3 qui est destinée à l'excrétion.
On ne sait pas si le composé pourrait également avoir une activité physiologiquement significative. Certaines preuves d'un possible récepteur ont été obtenues.
Le 24,25-dihydroxycholécalciférol est considéré comme un métabolite inactif et sa concentration devrait diminuer en cas de mutations inactivant le gène de la 24-hydroxylase de la vitamine D.